# اما ناکی
اما ناکی (انگلیسی: Emma Knuckey؛ ۱۴ دسامبر ۱۹۱۳ – ۱۹۹۸) طراحی مد اهل نیوزیلند بود.
او با شرکت‌هایی از انگلستان، سوئیس، ایرلند و اسکاتلند همکاری داشته‌است.
طرح‌های او در حال حاضر در موزه اوکلند، ته پایا و
MTG Hawke's Bay نگهداری می‌شود.